# Estadio municipal de deportes Luis de la Fuente
El estadio municipal de deportes Luis de la Fuente, situado en la localidad riojalteña de Haro, es el terreno de juego del Haro Deportivo, club que compite en el grupo 2 de Segunda División B. El campo actual se encuentra en una nueva zona residencial de Haro y sustituye desde 2004 al antiguo campo conocido con el mismo nombre y que se encontraba a unos 200 metros más al norte que el actual.

## Nuevo Mazo

### Historia
Diseñado por el arquitecto de Fuenmayor Enrique Aranzubia Álvarez, fue inaugurado el domingo 26 de agosto de 2004 con el encuentro que enfrentó al Haro Deportivo contra el Deportivo Alavés.
La única vez que se ha llenado el campo fue el día de la inauguración, con el partido Haro Deportivo - Mirandés (resultado: 2-0) que además era el último derbi jarrero-mirandés en categoría oficial después de que la entidad burgalesa fuese incluida en la Federación Castellano Leonesa de Fútbol.
El nuevo estadio municipal de deportes El Mazo es el único estadio de la ciudad de Haro que ha albergado partidos oficiales de Segunda División B entre ellos dos derbiss autonómicos, contra el Club Deportivo Alfaro y Club Deportivo Recreación actual Logroñés Club de Fútbol.
También tiene el honor de ser el único estadio en el que el Haro Deportivo ha conseguido entrar en competición por un título nacional, al clasificarse para participar en la Copa del Rey.
El 29 de agosto de 2023 el estadio fue renombrado con el nombre del vigente seleccionador nacional de fútbol, Luis de la Fuente, originario de Haro, quedando su nombre como estadio municipal de deportes Luis de la Fuente.

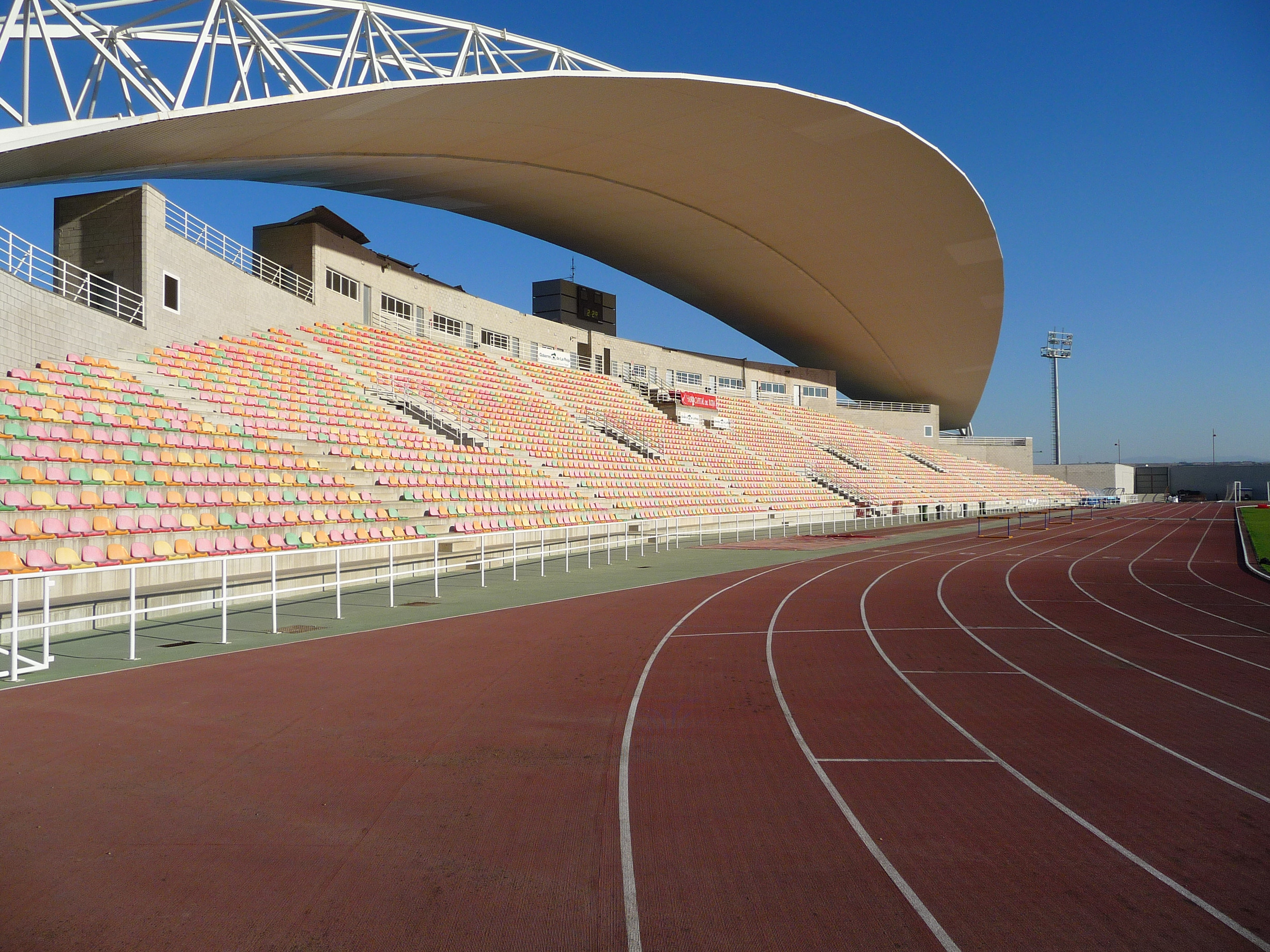
Gradas y pista de atletismo del estadio Luis de la Fuente

### Características
Sus dimensiones son de 115 × 70 metros. Tiene capacidad para 4300 espectadores, con posibilidad de ampliarlo con la colocación de gradas supletorias en las pistas de atletismo.

## El antiguo Mazo
Hasta su demolición, en el año 2004, fue el terreno de juego del equipo del Club Haro Deportivo. Estaba situado a escasos 200 metros del actual, y fue inaugurado tras la Guerra Civil.
Este ha sido el campo de fútbol más emblemático de la entidad, en la que más éxitos deportivos ha cosechado como los múltiples ascensos de Regional Preferente a Tercera División. La consolidación de la entidad en Tercera División y también el haber sido el primer estadio en el que el Haro Deportivo jugó su primer y segundo playoff de ascenso a Segunda División B, ante el Racing B, Alavés B, Binéfar y Sestao River.
También cuenta en el honor de haber albergado en su último partido un encuentro de ascenso a Segunda División B.